# По дороге идут богомолки
«По дороге идут богомолки» — стихотворение русского поэта Сергея Есенина (1895—1925), написанное в 1914 году. Издан впервые в 1915 году. 

## Публикации
Опубликовано в журнале «Голос жизни» (1915, № 17, 22 апреля, с. 13) Следующие прижизненные публикации: сборник «Радуница» 1916, 1918, 1921 годов; «Избранное», М., Госиздат, 1922; Есенин Сергей Александрович. Собрание стихов и поэм. Том первый, Берлин—Пб.—М., изд. З. И. Гржебина, 1922.
Академическое издание:
Есенин С. А. «По дороге идут богомолки» // Есенин С. А. Полное собрание сочинений: В 7 т. — М.: Наука; Голос, 1995—2002. Т. 1. Стихотворения. — 1995. — С. 58-59. Электронная публикация:	ФЭБ. Адрес ресурса:	http://feb-web.ru/feb/esenin/texts/es1/es1-058-.htm Архивная копия от 15 февраля 2020 на Wayback Machine

## История создания
Датируется 1914 годом в соответствии с пометой, сделанной в наборной рукописи первого тома «Собрания стихотворений», подготовленного автором в 1925 году (Козловский 1995, С. 477—478).
Беловой автограф — без даты, принадлежал секретарю редакции «Голос жизни» Л. В. Берману. Он упоминает стихотворение в статье «Мушка на щеке» («Голос жизни», 1915, № 26, 24 июня). Комментатор академического издания А. А. Козловский предполагал, что "автограф выполнен не позднее марта 1915 года», учитывая обстоятельства их знакомства  (Козловский 1995, С. 478).

## Отклики современников
Уже первая публикация стихотворения шла в сопровождении статьи З. Н. Гиппиус (напечатана под псевдонимом Роман Аренский) «Земля и камень» (Козловский 1995, С. 441).
Зинаида Гиппиус писала в апрельской статье: «В стихах Есенина пленяет какая-то „сказанность“ слов, слитость звука и значения, которая дает ощущение простоты. Если мы больше и чаще смотрим на слова (в книгах), чем слышим их звуки, — мастерство стиха приходит после долгой работы; трудно освободиться от „лишних“ слов. Тут же мастерство как будто данное: никаких лишних слов нет, а просто есть те, которые есть, точные, друг друга определяющие. Важен конечно талант; но я сейчас не говорю о личном таланте; замечательно, что при таком отсутствии прямой, непосредственной связи с литературой, при такой разностильности Есенин — настоящий, современный поэт» («Голос жизни», 1915, № 17, 22 апреля, С. 12).